# Wyville Thomsonrug

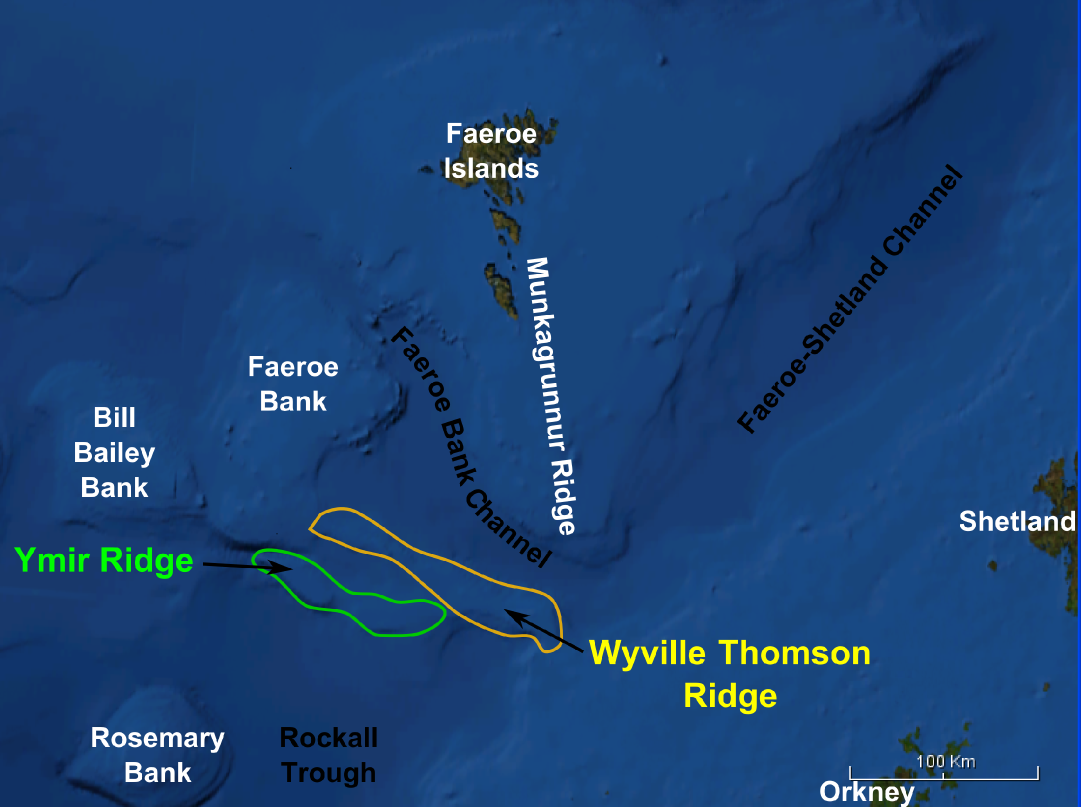
De locatie van de Wyville Thomsonrug

De Wyville Thomsonrug is een onderzeese bergkam ten westen van Schotland, in de buurt van de Faeröer. De kam strekt zich uit over een lengte van 200 kilometer en vormt de noordoostelijke begrenzing van het Rockallplateau. Het is deel van een bergketen die het warmere water van de Noord-Atlantische Drift scheidt van de koude Faeröer-Shetlandtrog in de Noorse Zee.
De Wyville Thomsonrug is een anticline met een amplitude van op zijn hoogst 2 kilometer. Het is een inversiestructuur gevormd in een korte periode tussen het Eoceen en Mioceen.
De bergkam is genoemd naar de Schotse bioloog en oceanograaf Charles Wyville Thomson, die in dit gebied als eerste bathymetrische verkenningen deed.